# The New Orleans Syncopators
The New Orleans Syncopators, voluit Jan Burgers and his New Orleans Syncopators, is een jazzband uit Amsterdam.
De band, die in 1954 werd opgericht door pianist en bandleider Jan Burgers, wist zich met een origineel repertoire te onderscheiden van andere oudestijl-orkesten. Bekende traditionele liedjes, zoals Wenn der Weisse Flieder wieder blüht en Tulpen aus Amsterdam, werden van een jazzarrangement voorzien, opgenomen en uitgevoerd. De band trad onder meer op in Duitsland, Frankrijk, België, Ierland, Rusland, Finland en Oostenrijk. In 1962 scoorden The New Orleans Syncopators in Nederland en Duitsland een hit met de single Midnight in Moscow.
Nadat Jan Burgers het orkest in 1974 had verlaten werd de muzikale leiding overgenomen door trombonist George Kaatee.

## Discografie

### Singles
- Louisiana/ Elephant Stomp (Fontana TF 266 006), 1958.
- Some day, sweetheart/ Jazz me blues (Fontana TF 266 033), 1958.
- Come back sweet papa/ Somebody stole my gal (Fontana TF 266 036), 1958.
- Tulips from Amsterdam/ Roses of Picardy (Fontana TF 266 077), 1959.
- Raindrops/ Papa goes dixie (CNR UH 9480), 1960.
- Gloria, Gloria, Gloria/ The very old town (In die grote stad Zaltbommel) (CNR UH 9481), 1961.
- Midnight in Moscow/ Shine (Storyville A 45 042), 1961.
- Hascha!/ Teeners swing (Storyville A 45 070), 1962.
- Lalaika/ When you're smiling (Storyville A 45 071), 1962.
- Cleopatra/ J'ai deux amours (Storyville A 45 090), 1962.
- Washington Square/ Wine & whiskey (Decca AT 10 031), 1963.
- Washington Square/ Teener's swing (Polydor NH 52 196), 1963.
- Come friends/ Lilly Ann (Decca AT 10 065), 1964.
- A hard day's night/ The bully (Decca AT 10 086), 1964.
- One man's misery/ Summertime (CNR UH 9712), 1964.
- Paradiso of love/ The quack doctor (Artone OS 25 350), 1964.
- The mirliton/ Mirloton-blues (Artone DJ 25 670), 1967.
- Beer-barrel polka/ Hoop-dee-doo (Artone DJ 25 775), 1967.
- Skolland-tune/ I shall not be moved (Skol, zonder nr.), 1975.
- El gato montès/ De zuiderzon (EMI 5C 006-25318), 1975.

### EP's
- Stumblin' (RCA 75 185), 1956.
- The New Orleans Syncopators No. 1 (Fontana TE 463 107), 1957
- The New Orleans Suncopators No. 2 (Fontana TE 463 122), 1958.
- Gloria, Gloria, Gloria (Storyville SEP 397), 1962.
- Jazz at the bank (Twentsche Bank 112), 1964.
- European Twist (Phonogram 111 151 E), 1964.
- Jazz at the bank (Algemene Bank Nederland 209), 1966.
- Down by the riverside (Jachin VR 639), 1971.